# 伊万里川

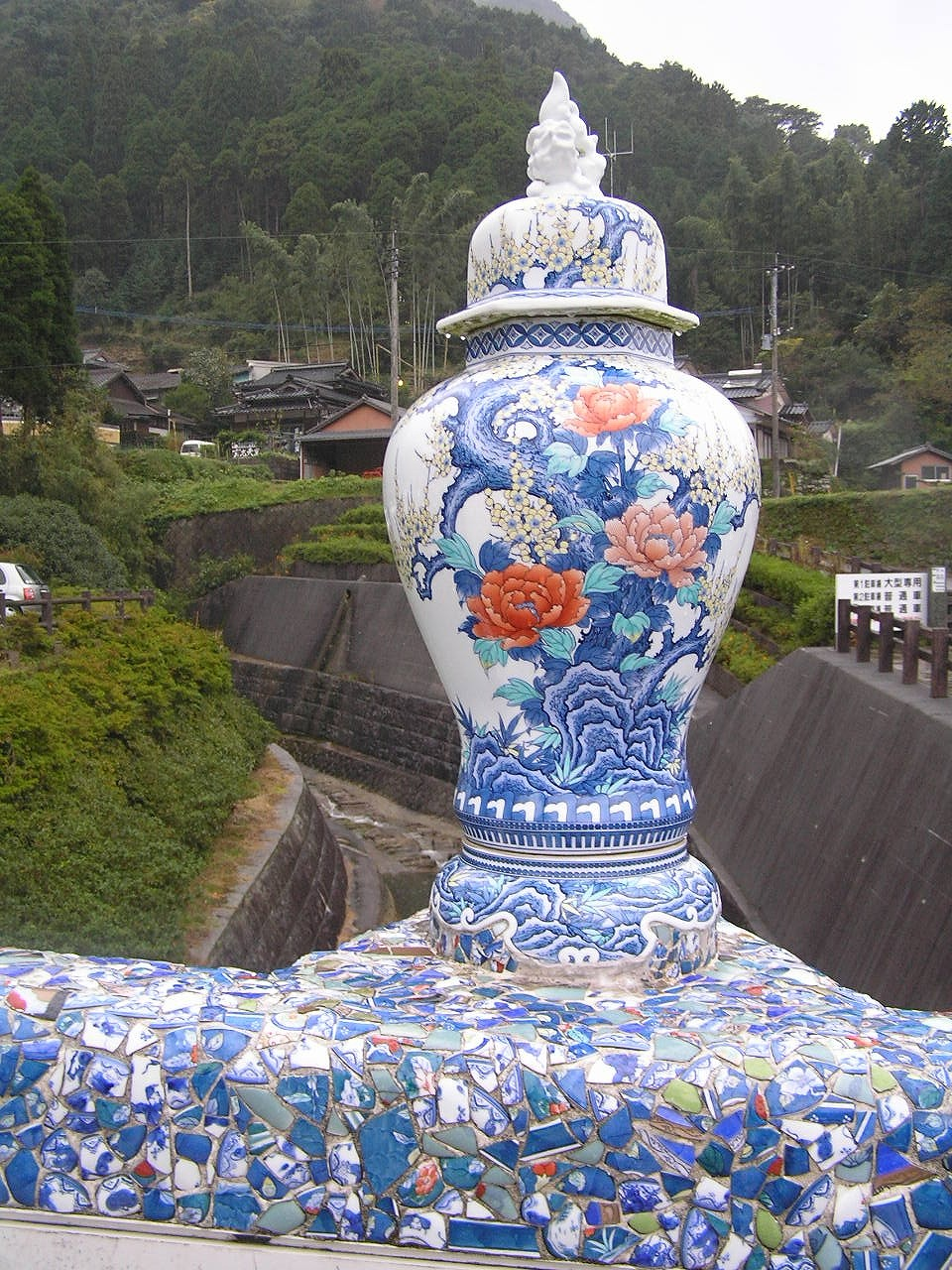
大川内山の鍋島藩窯橋

伊万里川（いまりがわ）は、佐賀県伊万里市を流れ、伊万里湾に注ぐ二級河川である。

## 流路
伊万里市南部に位置する黒髪山系の青螺山（618m）・牧ノ山（552m）に源を発し、北上しながら、杏子川、古賀川、白野川等の支流と合流し、伊万里市中心部を通過して伊万里湾に注ぐ。
支流の一つである都川内川には洪水調整や工業用水の確保を図るための多目的ダムとして都川内ダムが設置されている。

## 地理
流域の地形は、上流部を急峻な山地が占め、中流域は台地と河川沿いの扇状地性低地が、下流域にかけては三角州性低地が形成されている。また、下流部付近には環境省レッドリストの絶滅危惧Ⅱ類に指定されているシロウオも生息している。

### 支流
- 新田川
- 萱村川
- 脇田川
- 白野川
- 古賀川
- 都川内川 - 都川内ダム
- 杏子川
- 牧川
- 越峠川
- 権現川

## 参考資料
- 伊万里川水系河川整備基本方針、佐賀県（平成16年3月）
- 伊万里川水系河川整備計画、佐賀県（平成29年8月）